# Promiscuïteit
Een promiscue seksleven (Latijn: promiscuus, dooreengemengd, gemeenschappelijk) is het onderhouden van wisselende seksuele contacten met meerdere personen (relaties of vluchtige, anonieme seks). In de meeste maatschappijen rust een cultureel bepaald taboe op dergelijk gedrag. 
Verschillende 19e-eeuwse antropologen, zoals Bachofen en Morgan, waren van mening dat promiscuïteit, vóór het ontstaan van het huwelijk, de basis vormde van primitieve samenlevingen. Daarin was de identiteit van de vader niet te achterhalen. Afstamming en vererving vonden daarom in vrouwelijke lijn plaats (matrilineariteit). Daarna zou dit gebruik afgenomen zijn en evolueerde de maatschappij naar een patriarchaat. Empirisch sociaalantropologisch onderzoek (culturele antropologie) heeft de waarde van deze theorie gerelativeerd en deze gedachte is verlaten. Vooral het universele voorkomen van de door Bachofen beschreven stadia is in twijfel getrokken.
Sinds de seksuele revolutie van de jaren zestig en zeventig van de twintigste eeuw, en naarmate de seksuele moraal in de westerse maatschappij minder streng werd, is de promiscuïteit in de westerse maatschappij toegenomen. De angst voor verspreiding van de ziekte aids sinds het begin van de jaren 1980 heeft deze ontwikkeling weer enigszins afgeremd.
Promiscuïteit is een risico-indicator bij de verspreiding van geslachtsziekten zoals chlamydia, gonorroe en syfilis. De prevalentie van gonorroe wordt vaak beschouwd als een graadmeter voor de promiscuïteit in de samenleving.

## Dieren
Veel verschillende diersoorten zijn promiscue, waaronder de meeste zoogdieren. Ook de chimpansees en bonobo's zijn sterk promiscue.